# Аргентина на Светском првенству у атлетици на отвореном 2017.
Аргентина је учествовала на Светском првенству у атлетици на отвореном 2017. одржаном у Лондону од 4. до 13. августа шеснаести пут, односно учествовала је на свим првенствима до данас. Репрезентацију Аргентине представљало је 10 такмичара (7 мушкараца и 3 жене) који су се такмичили у 10 дисциплина (7 мушких и 3 женске).,.
На овом првенству представници Аргентине нису освојили ниједну медаљу. Оборена су два јужноамеричка, три национални и четири лична рекорда.

## Учесници
| Мушкарци: - Леандро Парис — 800 м - Федерико Бруно — 1.500 м - Мариано Мастромарино — Маратон - Гиљермо Рухери — 400 м препоне - Хуан Марио Кано — 20 км ходање - Херман Кјаравиљо — Скок мотком - Брајан Толедо — Бацање копља | Жене: - Роса Годој — Маратон - Белен Касета — 3.000 м препреке - Џенифер Далгрен — Бацање кладива |

## Резултати

### Мушкарци
| Атлетичар            | Дисциплина    | Лични рекорд | Квалификације     | Квалификације | Полуфинале            | Полуфинале            | Финале                | Финале               | Детаљи |
| Атлетичар            | Дисциплина    | Лични рекорд | Резултат          | Место         | Резултат              | Место                 | Резултат              | Место                | Детаљи |
| -------------------- | ------------- | ------------ | ----------------- | ------------- | --------------------- | --------------------- | --------------------- | -------------------- | ------ |
| Леандро Парис        | 800 м         | 1:47,18      | 1:47,09 (.087) ЛР | 5. у гр. 2    | Нису се квалификовали | Нису се квалификовали | Нису се квалификовали | 25 / 44 (50)         |        |
| Федерико Бруно       | 1.500 м       | 3:38,35      | 3:43,16           | 8. у гр. 2    | Нису се квалификовали | Нису се квалификовали | Нису се квалификовали | 19 / 41 (45)         |        |
| Мариано Мастромарино | Мартон        | 2:15:27      |                   |               |                       |                       | Није завршио трку     | Није завршио трку    |        |
| Гиљермо Рухери       | 400 м препоне | 49,72 НР     | 49,69 КВ, НР, ЛР  | 3. у гр. 4    | Дисквалификован       | Дисквалификован       | Није се квалификовао  | Није се квалификовао |        |
| Хуан Марио Кано      | 20 км ходање  | 1:22:10 НР   |                   |               |                       |                       | 1:24:49               | 46 / 58 (64)         |        |
| Херман Кјаравиљо     | скок мотком   | 5,75 НР      | 5,45              | 11. у гр. А   |                       |                       | Нису се квалификовали | 20 / 26 (30)         |        |
| Брајан Толедо        | Бацање копља  | 83,32 НР     | 75,29             | 13. у гр. Б   | 28 / 31 (32)          |                       | Нису се квалификовали |                      |        |

### Жене
| Атлетичарка     | Дисциплина       | Лични рекорд | Квалификације           | Квалификације | Финале                | Финале                | Детаљи |
| Атлетичарка     | Дисциплина       | Лични рекорд | Резултат                | Место         | Резултат              | Место                 | Детаљи |
| --------------- | ---------------- | ------------ | ----------------------- | ------------- | --------------------- | --------------------- | ------ |
| Росио Комба     | Маратон          | 2:38:36      |                         |               | 2:49:30               | 28 / 31               |        |
| Белен Касета    | 3.000 м препреке | 9:42,93 НР   | 9:35,78 кв, ЈАР, НР, ЛР | 6. у гр. 3    | 9:25,99 ЈАР, НР, ЛР   | 11 / 40 (42)          |        |
| Џенифер Далгрен | Бацање кладива   | 73,74 НР     | Без пласмана            | Без пласмана  | Није се квалификовала | Није се квалификовала |        |